# Жёлтый жакет (Мстители: Величайшие герои Земли)
«Жёлтый жакет» (англ. Yellowjacket) — восемнадцатый эпизод второго сезона американского мультсериала «Мстители: Величайшие герои Земли».

## Сюжет
Железный человек и Оса приходят к Хэнку Пиму. Он сообщает им о своём проекте микротюрьмы, но друзья считают, что это опасно, тогда Хэнк прогоняет их. Уходя, они слышат взрыв в лаборатории и возвращаются, видя лишь оставшиеся очки Пима. Вскоре Тони Старк на похоронах произносит речь в честь Человека-муравья, которому воздвигли памятник. Оса плачет в роще и встречает Фьюри. Он рассказывает ей и Старку, что это было убийство. В особняке Мстители выясняют, что за этим, скорее всего, стояло Змеиное общество. Капитан Америка и Чёрная пантера собираются в логово Констриктора, местоположение которого узнали из последних файлов Генри Пима. Джен просят не вмешиваться. Когда Кэп и Т’Чалла прибывают, они видят, как Жёлтый жакет собирается пристрелить змея. Они вступают в битву с ним. Затем Жакет всё же стреляет и испепеляет Констриктора. Прибывает Джен, и тогда Жакет улетает. Она преследует его и после стычки с ним полагает, что это Хэнк. Она говорит о догадке друзьям, но Мстители не верят ей. Чёрная пантера также подмечает, что скан костюма показал другой энергетический код. Затем Джен смотрит на статую Человека-муравья, а Кэп просит её взглянуть правде в глаза, но она считает, что Хэнк каким-то образом смог себя изменить.
Чёрная пантера и Соколиный глаз видят репортаж по телевизору о Жёлтом жакете, а потом сообщается, что Тор нашёл его. Асгардианин преследует Жёлтого жакета, и к нему на помощь летят Мстители. После угроз молниями Жакет залетает в здание и испепеляет Мьёлнир, а затем и Тора. Мстители окружают его, и Оса срывает с него маску. Под ней оказывается Генри Пим. Она просит всех успокоится, потому что Хэнк не понимает, что делает, но тот стреляет из пистолета, а Тони — из реактора, и образовавшаяся воронка закидывает всех в микротюрьму. Хэнк говорит, что никого не убивал, а заточал здесь. Старк считает, что он занимается садизмом, а не реабилитацией злодеев. Внезапно тюрьма начинает сжиматься из-за нестабильности, но у героев нет выхода. Они просят Хэнка придумать что-то. Из-за неполадок Змеиное общество вырывается из камер и атакует Мстителей. Когда герои побеждают, Хэнк берёт карточку Т’Чаллы и просит Тони открыть доступ к его реактору, дабы пропустить через него скан, чтобы возникшее поле перенесло их обратно. Это срабатывает, и Мстители выбираются наружу. Затем Тони говорит, что они столько раз пытались изменить Хэнка, но не ценили его настоящего, и сожалеет об этом. Пим просит не убирать памятник, потому что тот человек уже в прошлом.

## Отзывы
Джесс Шедин из IGN поставил эпизоду оценку 8 из 10 и написал, что «Хэнк совершил своё долгожданное возвращение в „Жёлтом жакете“». Рецензент посчитал, что «это непростой сюжет для мультсериала о супергероях, ориентированного на семью, но сценаристы, похоже, хорошо справились со своей задачей». Он отметил, что «недостатком этого эпизода является то, что в нём не предлагалось того решения относительно психического состояния Пима», на которое рассчитывал критик. В конце Шедин написал, что «„Жёлтый жакет“, тем не менее, стал для Хэнка Пима сильным возвращением».